# مركز ستيفن إف أودفار هازي
مركز ستيفن إف أودفار هازي (بالإنجليزية: Steven F. Udvar-Hazy Center)‏ هو مركز يدار من قبل مؤسسة سميثسونيان ويضم المتحف الوطني للطيران والفضاء، ويقع في مطار واشنطن دولس الدولي في شانتيلي في مقاطعة فيرفاكس، فرجينيا، الولايات المتحدة الأمريكية.
افتتح في عام 2003، ويحوي اثنتين من الحظائر الضخمة، هما حظيرة طائرات بوينغ وحظيرة جيمس س. ماكدونيل الفضائية. ويعرض فيها الآلاف من القطع الأثرية المتعلقة بالطيران والفضاء، كما تعرض أيضا طائرة لوكهيد إس آر-71 بلاك بيرد، وطائرة كونكورد، ومكوك الفضاء ديسكفري. كما يقدم المركز مسرح آيماكس ثلاثي الابعاد لشركة ايرباص. و برج المراقبة الجوية إنجين دونالد، والذي يمنح نظرة شاملة بزاوية 360 درجة من مطار واشنطن دولس الدولي والمنطقة المحيطة بها.
المركز بمساحة 760,000 قدم مربع (71,000 م 2)، وتم أنشائه بواسطة هبة مالية قدرها 65 مليون دولار أمريكي في أكتوبر 1999 إلى مؤسسة سميثسونيان بواسطة ستيفن إف أودفار هازي، وهو مهاجر من المجر والمؤسس المشارك في مؤسسة التمويل التأجيري الدولية (ILFC)، لتأجير الطائرات.
يملك المركز مقتنيات كبيرة، بحيث لا يمكن عرضها جميع في المتحف الرئيسي، ويتم عرض بعضها في منتزه ناشونال مولفي واشنطن العاصمة، كما انه قد تم تخزين مقتنيات أخرى كثيرة وهي غير متاحة للزوار.